# Koninklijke Hollandsche Maatschappij der Wetenschappen

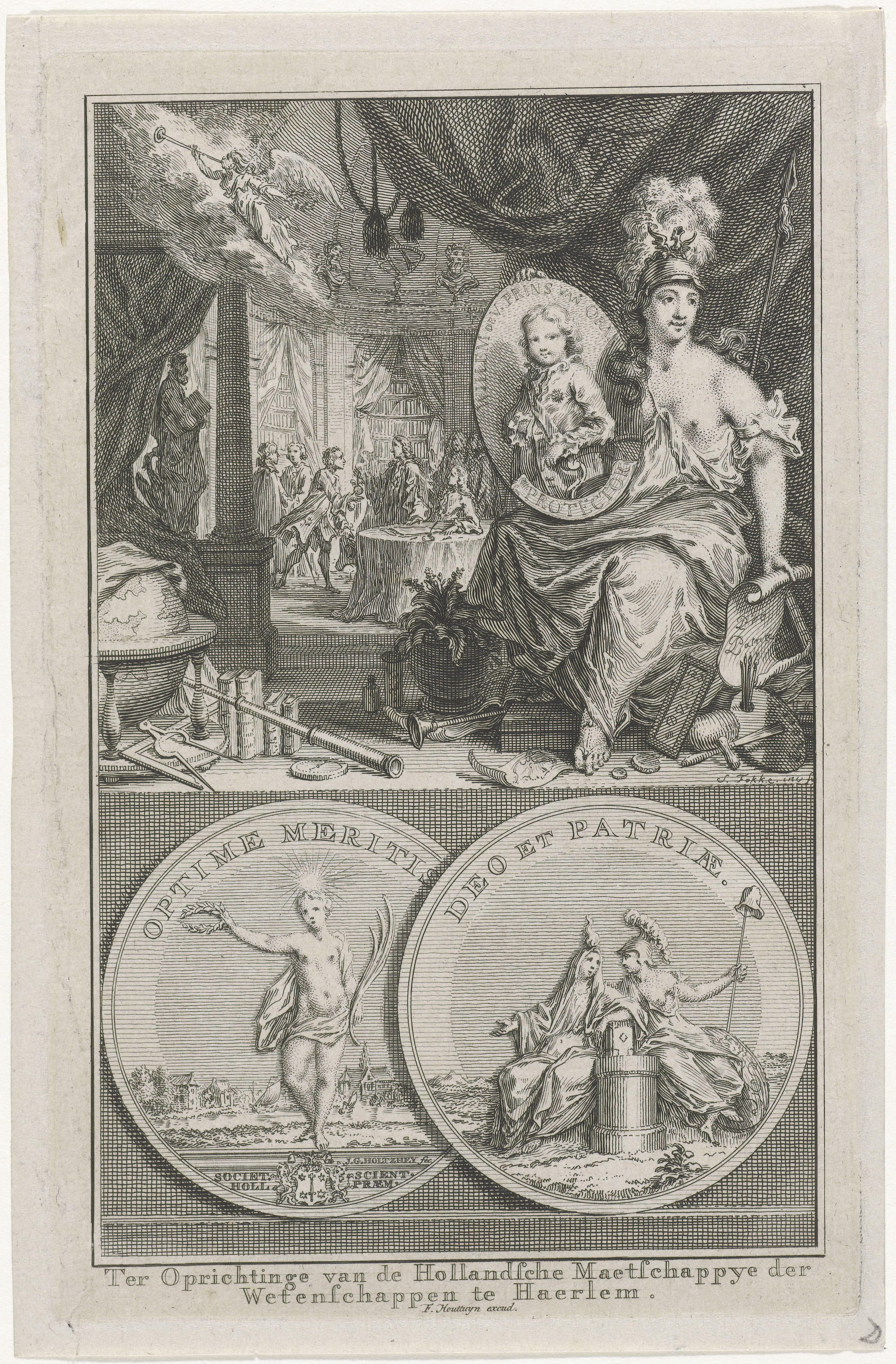
Gedenkdruck zur Gründung

Die Koninklijke Hollandsche Maatschappij der Wetenschappen (KHMW) ist eine wissenschaftliche Gesellschaft, die 1752 gegründet wurde. Sie gilt als älteste Gelehrtengesellschaft ihrer Art in den Niederlanden. 2002 wurde ihr zum 250-jährigen Bestehen das Prädikat „Koninklijk“ verliehen. Ziel der Gesellschaft ist es, Wissenschaft zu fördern. Sie hat ihren Sitz seit 1841 im denkmalgeschützten Hodshon Huis am Spaarne-Ufer (Spaarne 17) in Haarlem, Nordholland. König Willem-Alexander hat die Schirmherrschaft übernommen. Der Wirtschaftswissenschaftler Alexander Rinnooy Kan ist ihr Präsident.

## Geschichte
Die Gesellschaft wurde 1752 von Haarlemer Bürgermeister Raet Arent mit weiteren sechs Bürgern der Stadt ins Leben gerufen. Dieser übernahm auch die erste Präsidentschaft. Die KHMW begann als Gentlemen-Club, um natur- und kunstwissenschaftliche Themen zu diskutieren und war erst nur Holländern vorbehalten. Nachdem die Gesellschaft zu Beginn in der Stadthalle von Haarlem einquartiert war, bewohnte sie die Grote Houtstraat Nr. 51, bis sie schließlich 1841 endgültig in das Hodshon Huis in der Spaarne 17 einzog, das ursprünglich vom Architekt Abraham van Hart für Catherina Cornelia Hodshon erbaut wurde und heute unter Denkmalschutz steht. 1777 wurde unter dem Präsidenten Martin van Marum ein ökonomischer Zweig etabliert, der 1792 wieder ausgegliedert und in die Niederländische Gesellschaft für Industrie und Handel überführt wurde. Unter der Leitung von van Marum, der später auch das Teylers Museum leitete, wurde eine zoologische Sammlung, die als Vorläufer des Naturalis in Leiden gilt, aufgebaut. Der Zusatz „Royal“ wurde der Gesellschaft 2002 zum 250. Jahrestag verliehen. Es werden regelmäßig Vorträge, Ausstellungen, Ehrungen bei Wettbewerben abgehalten. Seit 2007 pflegt die KHMW eine Beziehung zum Nationalen Think Tank (NTT), beispielsweise sitzt der Vizepräsident M.E. Biermann im Beirat der NTT.
Die Gesellschaft besitzt eine kleine Bibliothek, in der unter anderem eine Erstausgabe von Isaac Newtons Philosophiae Naturalis Principia Mathematica von 1687 zu finden ist.

## Förderung der Wissenschaft
Ihr Renommee erarbeitete sich die Gesellschaft durch die von 1753 bis 1917 gestellten jährlichen Preisfragen zu wissenschaftlichen Themen und praktischen Untersuchungen mit wissenschaftlichen Mitteln. In dem Zeitraum wurden über 1200 Preisfragen gestellt.
Von 1870 bis 1888 wurden im zweijährigen Wechsel die Huygens und Boerhaave Medaillen für bedeutende Forschung der letzten 20 Jahre in zehn Teilbereichen der Wissenschaft verliehen.
Geplant war ursprünglich, dieses Konzept der retrospektiven Anerkennung mehrmals um 20 Jahre zu verlängern.
Man entschied sich nach dem ersten Durchgang dazu zehnmal eine Geldsumme in die Beantwortung gerade drängender Fragen zu stecken. 1908 endete auch dieses Konzept.
2010 wurde diese Tradition der jährlichen Preisfrage in Zusammenarbeit mit NRC Media wiederbelebt.
Seit 2012 wird der Boerhaave Biografie Prijs für die Biografien oder wiss. Korrospondenzanalysen von Personen mit Bezug zu den Niederlanden verliehen.
Heutzutage vergibt die KHMW eine Vielzahl von Wissenschaftspreisen und Stipendien.

## Organisationsstruktur
Die Gesellschaft ist eine gemeinnützige Organisation, die sich insbesondere durch Spenden finanziert. Die Teilnehmerschaft lässt sich in Direktoren sowie in- und ausländische Mitglieder unterscheiden. Während erstere eher für die finanzielle Unterstützung zuständig sind, entwickelten letztere wissenschaftliche Aktivitäten. Diese Dichotomie zieht sich durch die gesamte Geschichte der KHMW. Es gab 2013 350 Direktoren und ebenso 350 Mitglieder. Die Verbindung zum Haus Oranien hat Tradition. König Willem-Alexander besitzt nun die Schirmherrschaft über die Gesellschaft, deren Präsident Alexander Rinnooy Kan ist.